# Jacobaea aquatica
Jacobaea aquatica é uma espécie de planta com flor pertencente à família Asteraceae. 
A autoridade científica da espécie é Hill., tendo sido publicada em Veg. Syst. 2: 120, t. 86, fig. 24. 1761.

## Sinônimos
A espécie Jacobaea aquatica possui 2 sinônimos reconhecidos atualmente.
- Senecio aquaticus Hill
- Senecio pratensis Richt.

## Portugal
Trata-se de uma espécie presente no território português, nomeadamente os seguintes táxones infraespecíficos:
- Jacobaea aquaticus subsp. aquaticus - presente em Portugal Continental e no Arquipélago dos Açores. Em termos de naturalidade é nativa de Portugal Continental e possivelmente nativa do Arquipélago dos Açores. Não se encontra protegida por legislação portuguesa ou da Comunidade Europeia.
- Jacobaea aquaticus subsp. barbareifolius - presente em Portugal Continental. Em termos de naturalidade é nativa da região atrás referida. Não se encontra protegida por legislação portuguesa ou da Comunidade Europeia.